# Hopea pubescens
Hopea pubescens är en tvåhjärtbladig växtart som beskrevs av Ridley. Hopea pubescens ingår i släktet Hopea och familjen Dipterocarpaceae. Inga underarter finns listade i Catalogue of Life.